# Amaranthus interruptus
Amaranthus interruptus är en amarantväxtart som beskrevs av Robert Brown. Amaranthus interruptus ingår i släktet amaranter, och familjen amarantväxter. Inga underarter finns listade i Catalogue of Life.